# Salvia desoleana
La salvia di Desole (Salvia desoleana Atzei & Picci, 1982) della famiglia delle Lamiaceae. È una specie endemica esclusiva della Sardegna simile alla più conosciuta Salvia sclarea da cui si distingue per la tomentosità più accentuata e per l'aroma più intenso.

## Caratteri botanici
La pianta è un frutice sempreverde con portamento vigoroso, alta anche fino a quasi 2 metri, rivestita da una fitta peluria. I fusti hanno una sezione tetragonale. I fusti di più anni sono lignificati, spessi da 1 a 4 cm, prostrato-ascendenti. Quelli dell'anno sono eretti. L'intera pianta, ma in particolare le foglie, emana un forte aroma pungente.
Le foglie sono semplici ed opposte, picciolate, feltrose al tatto. La lamina è ovata con seno peziolare cordato, molto espansa con una lunghezza che varia dai 5 ai 20 cm. Il margine è irregolarmente ondulato e crenato. La pagina superiore è bollosa e verde glauca. La pagina inferiore mostra nervature molto pronunciate.
I fiori sono riuniti a verticilli in spicastri terminali ramificati, lunghi 30–40 cm. La corolla è bilabiata, lunga 2–3 cm, di colore variabile dal bianco al roseo, con lobo superiore marcatamente arcuato. Il calice è campanulato, lungo poco più di 1 cm, terminante con cinque lobi acuti.
Il frutto è un achenio racchiuso dal calice persistente.
Fiorisce in tarda primavera fino all'estate inoltrata, ma spesso rifiorisce all'inizio dell'autunno.

## Ecobotanica

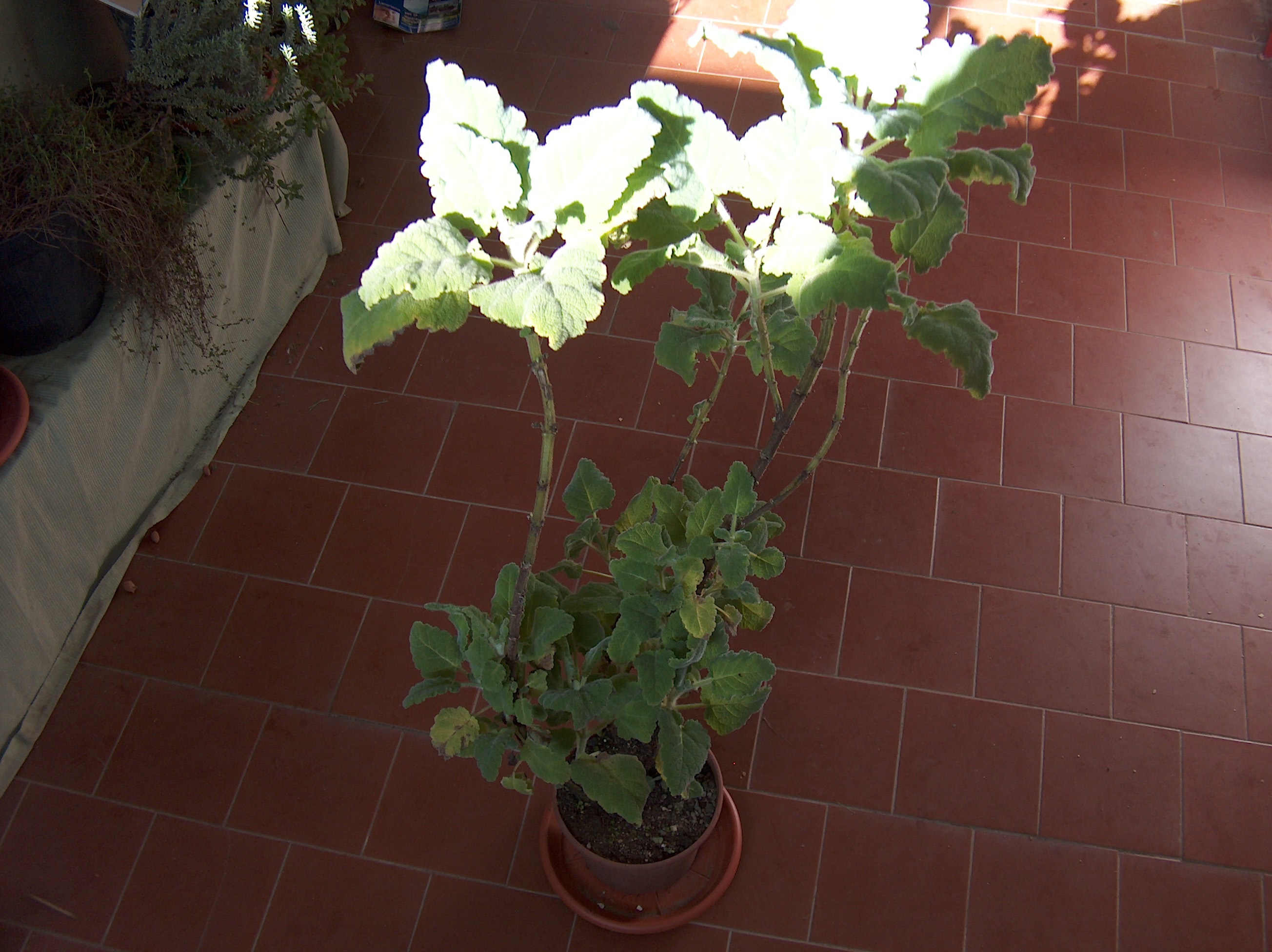
Pianta di 3 anni coltivata in vaso

Allo stato spontaneo la salvia di Desole è molto rara ed è stata ritrovata solo in quattro stazioni in provincia di Sassari e in provincia di Nuoro. È più frequente come specie coltivata, anche se poco diffusa, perché propagata dai vivaisti dato l'interesse come pianta ornamentale mediterranea e soprattutto come pianta officinale. È inoltre fornita gratuitamente in fitocelle dai vivai dell'Ente Foreste della Sardegna facendone apposita richiesta.
È una pianta eliofila e frugale. Non mostra particolari esigenze pedologiche, adattandosi bene sia su terreni calcarei che su terreni acidi anche degradati.

## Utilizzo
L'interesse della salvia di Desole, per l'affinità con la Salvia sclarea, è indirizzato principalmente ai potenziali impieghi dell'olio essenziale nel settore chimico-farmaceutico e in quello della profumeria. L'olio essenziale di questa specie, molto affine geneticamente alla Salvia sclarea, contiene gli stessi principi attivi: linalolo, acetato di linalile e, in tracce, sclareolo. Alcune informazioni segnalano una resa più elevata in olio essenziale, presumibilmente in virtù della maggiore intensità dell'aroma emanato dalla Salvia desoleana.
Fra gli studi effettuati sull'olio essenziale della salvia di Desole e riportati nella letteratura si citano la composizione e la distribuzione nella pianta, la possibile applicazione come componente di farmaci in odontostomatologia (presumibilmente come antinfiammatorio e blando antisettico), la possibile applicazione in tecniche di lotta biologica contro la Varroa. Altri studi riguardano invece la potenzialità di sviluppo di una filiera di coltivazione e trasformazione e la moltiplicazione con tecniche di micropropagazione.
Altri impieghi ipotizzati sono nell'industria dei liquori.
Oltre agli impieghi come pianta aromatica e officinale, la Salvia desoleana è riconosciuta anche come pianta ornamentale per la fioritura suggestiva e l'eleganza del fogliame.